# Nevado del Huila
Nevado del Huila, cu cei 5.365 metri, este cel mai înalt vulcan din Columbia. Stratovulcanul, care este situat în departamentul Huila, a fost acoperit de cantități de zăpadă din ce în ce mai reduse, de-a lungul ultimelor decenii. După o perioadă de circa 500 ani, în care vulcanul a dormitat, în 2007 a început să manifeste semne de activitate. 